# Nordvorstadt (Leipzig)

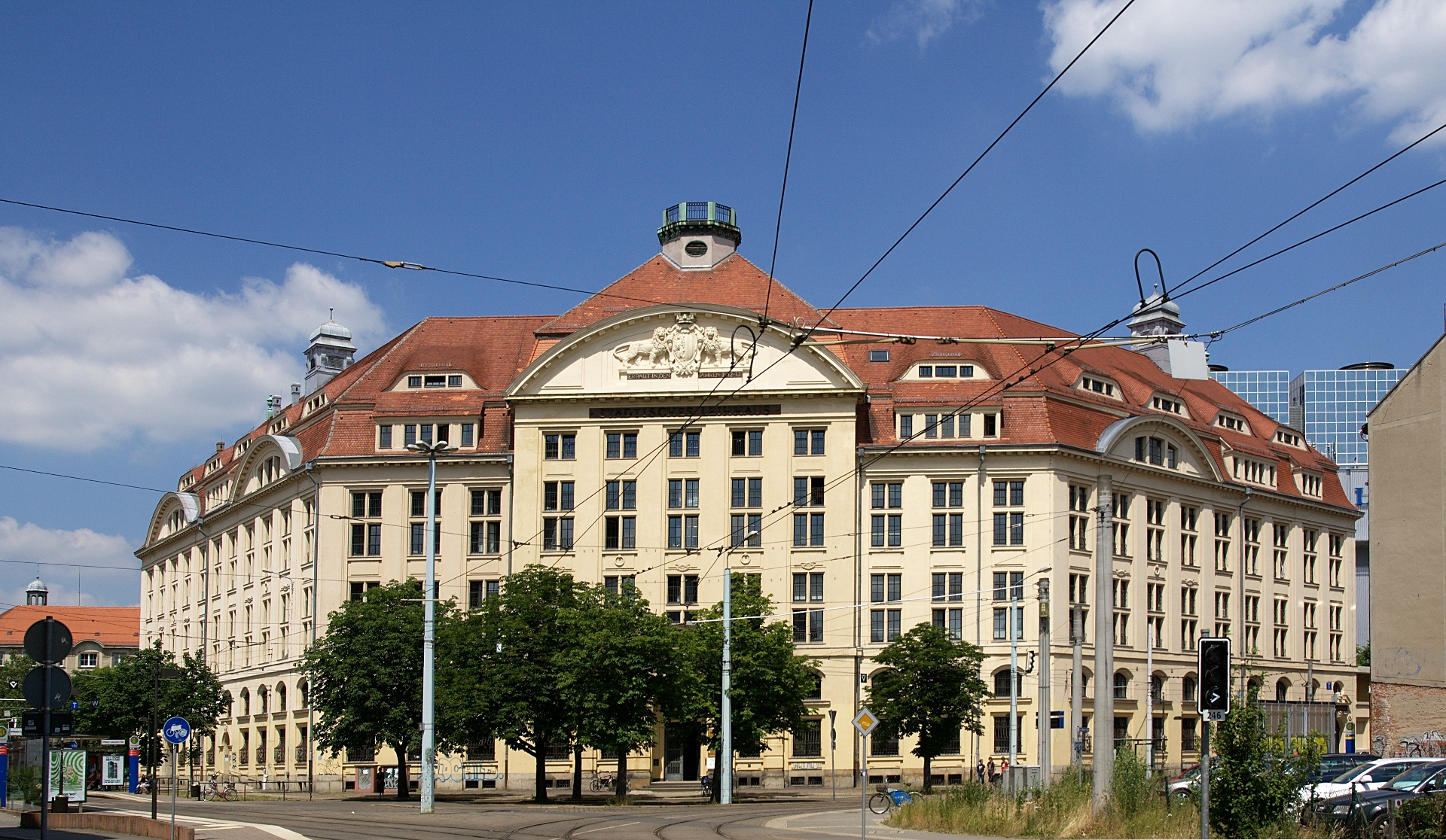
Finanzamt 1 am Wilhelm Liebknecht-Platz (2010), 1913 als Städtisches Leihhaus errichtet

Die Nordvorstadt in Leipzig ist ein Gebiet nördlich der Innenstadt und gehört zum Stadtbezirk Mitte. Die Bezeichnung ist nicht amtlich. Die Nordvorstadt erstreckt sich vom Innenstadtring bis an die Flurgrenzen der ehemaligen Dörfer und heutigen Stadtteile Gohlis und Eutritzsch. Ihren Ursprung hatte sie im ehemaligen Gerberviertel. Die daraus entstandene nördliche Vorstadt wurde 1839 in den Stadtverband aufgenommen und ab 1868/1869 planmäßig bebaut. Bis auf kleine Abweichungen entspricht ihre Fläche dem in der kommunalen Gliederung Leipzigs von 1992 festgelegten Ortsteil Zentrum-Nord.

## Lage und Ortstypik
Die Nordvorstadt wird begrenzt im Süden durch den Tröndlinring, im Westen durch das Rosental und den Zoologischen Garten (Ortsteil Zentrum-Nord nur bis zur Pfaffendorfer Straße), im Norden durch die Ehrensteinstraße und im Osten durch die Gleisanlagen im Vorfeld des Hauptbahnhofs, parallel dazu die Berliner Straße mit der Berliner Brücke. Die Fläche der Nordvorstadt beträgt etwa 1,5 km². Im Jahr 2019 hatte der Ortsteil Zentrum-Nord 9159 Einwohner.
Die Hauptverkehrsstraßen sind die in Nord-Süd-Richtung verlaufenden Gerber- und Eutritzscher Straße sowie Pfaffendorfer und Gohliser Straße, die auch die Linien 12 bzw. 11 und 16 der Leipziger Straßenbahn aufnehmen. An Wasserläufen quert nur im Süden die Parthe das Gebiet.
Von Nord nach Süd erstreckt sich durch die Nordvorstadt ein breites, dicht besiedeltes Wohngebiet, das in seinem nordwestlichen Teil von Villen dominiert wird, während im Übrigen eine geschlossene Bauweise vorherrscht. Ganz im Süden nimmt das Gebiet mit Bürogebäuden und Hotels cityähnlichen Charakter an. Grünflächen sind der Nord- und der Richterplatz. Im Osten, scharf abgegrenzt, liegen Industrie- und Bahnanlagen, während im Westen durch Rosental und Zoo größere Grüngebiete anzutreffen sind.

## Geschichte

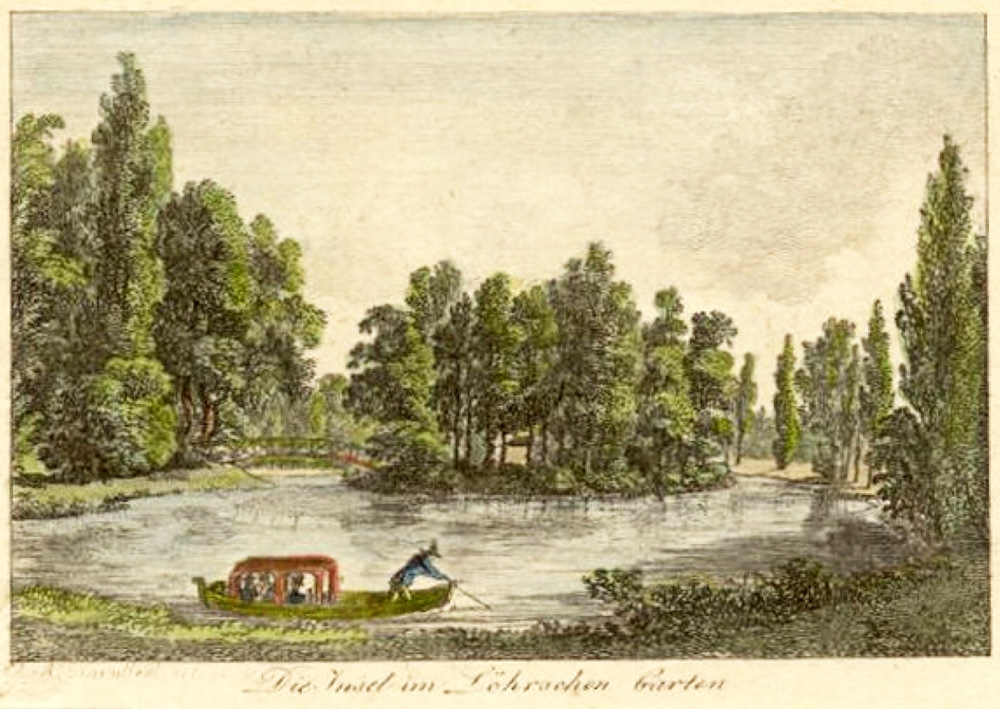
In Löhrs Garten (um 1850)

Nördlich des mittelalterlichen Leipzig existierten das Vorwerk Pfaffendorf und vor dem Hallischen Tor eine seit dem 12. Jh. für die Gerber angelegte, das Wasser der Parthe nutzende Handwerkersiedlung, aus der sich seit dem 17. Jahrhundert das Gerberviertel entwickelte, durch welches die Via Imperii (Reichsstraße) verlief.

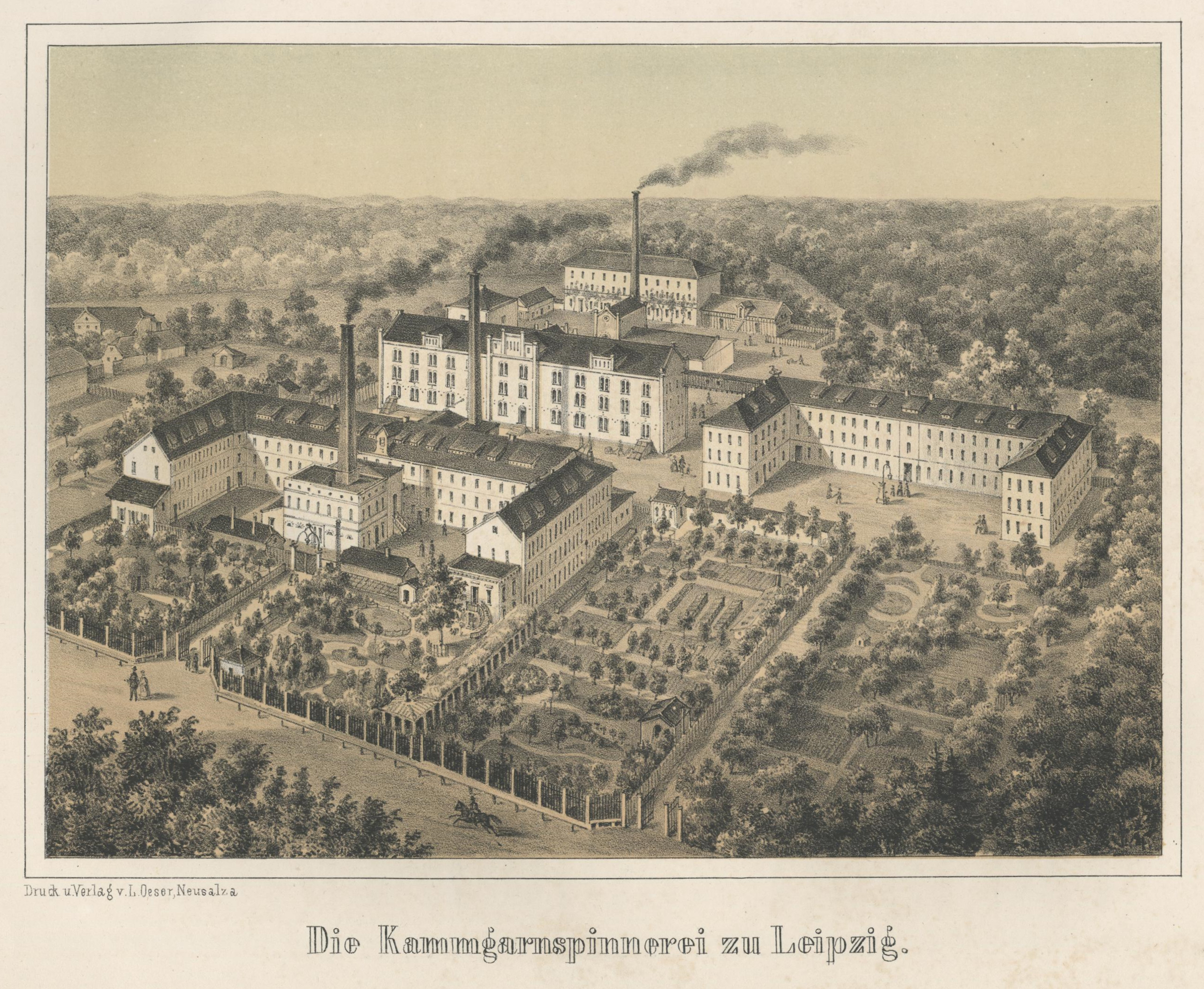
Kammgarnspinnerei (1856)

Auf einem großen Teil des Geländes dazwischen ließ sich 1770 der Leipziger Bankier Eberhard Heinrich Löhr (1725–1798) seinen öffentlich zugänglichen, parkähnlichen Garten errichten. Durch die Heirat mit Löhrs Enkelin Juliane Henriette kam 1814 der Romanist und Dichter Johann Georg Keil in den Besitz des Gartens, den er nach der Verwüstung durch die Völkerschlacht neugestaltete. In den 1830er Jahren entstanden nördlich des Gerberviertels das städtische Gaswerk und am Vorwerk Pfaffendorf die zu dieser Zeit bedeutendste deutsche Kammgarnspinnerei. Wegen der entstehenden Bahnanlagen im Osten und auch späterer Baumaßnahmen musste die Parthe mehrfach verlegt werden.

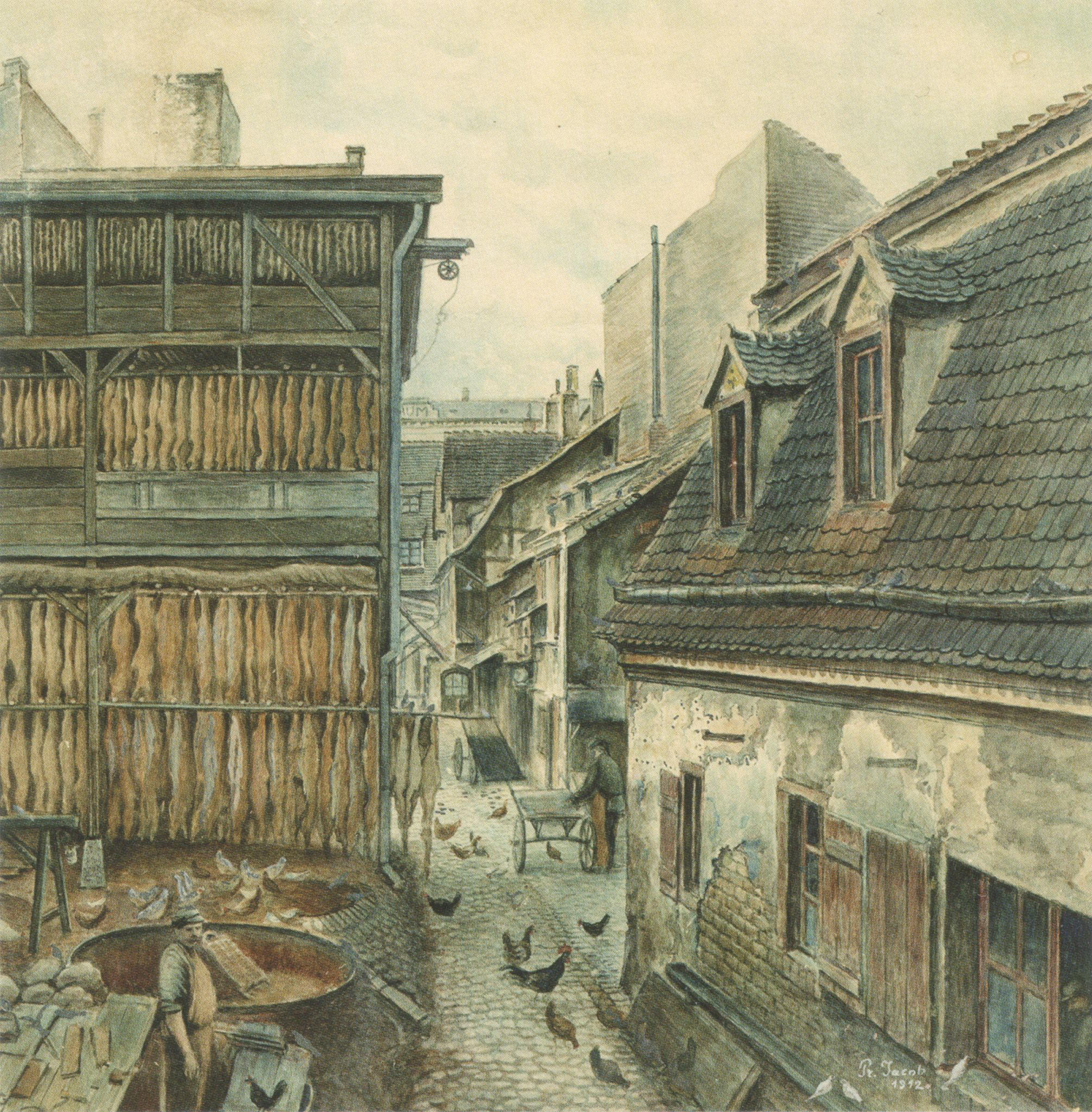
Im Gerberviertel (1912)

1839 wurden die Vorstädte Leipzigs in den Stadtverband aufgenommen, die Gemarkung des Vorwerks Pfaffendorf wurde 1862 nach Leipzig eingeflurt. Der Stadtrat stellte 1868/1869 einen Bebauungsplan für die nördliche Vorstadt auf, in welchem der Nordplatz als Zentrum des Gebietes vorgesehen wurde. Ab 1886 begann mit der Parzellierung des Löhr’schen, nunmehr Keil’schen, Gartens die Bebauung und damit deutlich später als in den anderen Vorstädten. Bis etwa 1900 reichte sie bis zum Nordplatz, wo bis 1904 die Michaeliskirche errichtet wurde. Nachdem das sächsische Militär seinen Exerzierplatz südlich von Gohlis aufgegeben hatte, stand weiterer Baugrund bis zur nördlichen Flurgrenze zur Verfügung, auf dem vor allem Villen entstanden.
Im südlichen Teil der Nordvorstadt, am Tröndlinring und seiner Umgebung, entstanden ab Mitte der 1880er Jahre zahlreiche repräsentative Bauten, so zum Beispiel die Neue Börse (1887, kriegszerstört), durch Umbau des Löhr’schen Hauses das Hotel Fürstenhof (1890), die Reformierte Kirche (1899), vor dem 1878 eröffneten Zoo die Kongreßhalle (1900), das Städtische Leihhaus (1913, heute Finanzamt), das Hotel Astoria (1914) und das Stadtbad (1916).

Die Nordvorstadt war zusammen mit dem Waldstraßenviertel ein Schwerpunkt der jüdischen Bevölkerung in Leipzig. Das Gebiet um den Nordplatz hieß im Volksmund Jüdische Schweiz. Die Ärmsten von ihnen wohnten sogar über den Pferdeställen in der Gerberstraße. An die Deportation und Vernichtung erinnert das Denkmal für jüdische Bürger an der Parthenstraße.
Im Zweiten Weltkrieg wurden etwa südlich der Parthe nahezu zwei Drittel der Bauten zerstört, während der Nordteil nur partiell betroffen war. Bis 1950 wurden die Kongresshalle wieder hergestellt, das Hotel Astoria wieder eröffnet und die Reformierte Kirche wieder aufgebaut. Flächenhafte Abrisse einzelner Altbauten, durch die die Gerbervorstadt fast vollständig beseitigt wurde, schufen Platz für zwei 1968 bis 1970 östlich der Gerberstraße errichtete zehngeschossige Wohnblöcke und für das inzwischen wieder abgerissene Betriebsgebäude des VEB Robotron-Anlagenbau Leipzig (1968/1969). Gegenüber erbaute die japanische Kajima Corporation 1979–1981 das 27 Etagen hohe Interhotel Merkur (heute The Westin Leipzig).
Nach 1991 wurden zahlreiche neue Bürobauten errichtet, darunter das 18-geschossige Löhrs Carré mit der Zentrale der Leipziger Sparkasse und bis 2008 der Landesbank Sachsen (anschließend Niederlassung der Landesbank Baden-Württemberg). 1996 ging auf dem ehemaligen Gaswerksgelände, auf dem 1893 auch Leipzigs erstes Elektrizitätswerk entstanden war, das erdgasbetriebene Kraftwerk Nord (Gas- und Turbinenheizwerk) in Betrieb. In dem angrenzenden Gewerbegebiet betreibt ein Moscheeverein seit 1998 die al-Rahman-Moschee in einem Plattenbau.
Auf dem ehemaligen Robotron-Gelände mit seinem quadratischen Grundstück zwischen Gerberstraße und Nordstraße wurde 2021 die neue Zentrale der landeseigenen Sächsischen Aufbaubank fertig gestellt. Das fünfstöckige Gebäude hat einen L-förmigen Grundriss. Im Süden und Osten des Grundstücks bilden 21 Meter hohe Säulen aus Sichtbeton einen Säulenwald. Das Grundstück ist offen und kann durchquert werden.

Bauten in der Nordvorstadt
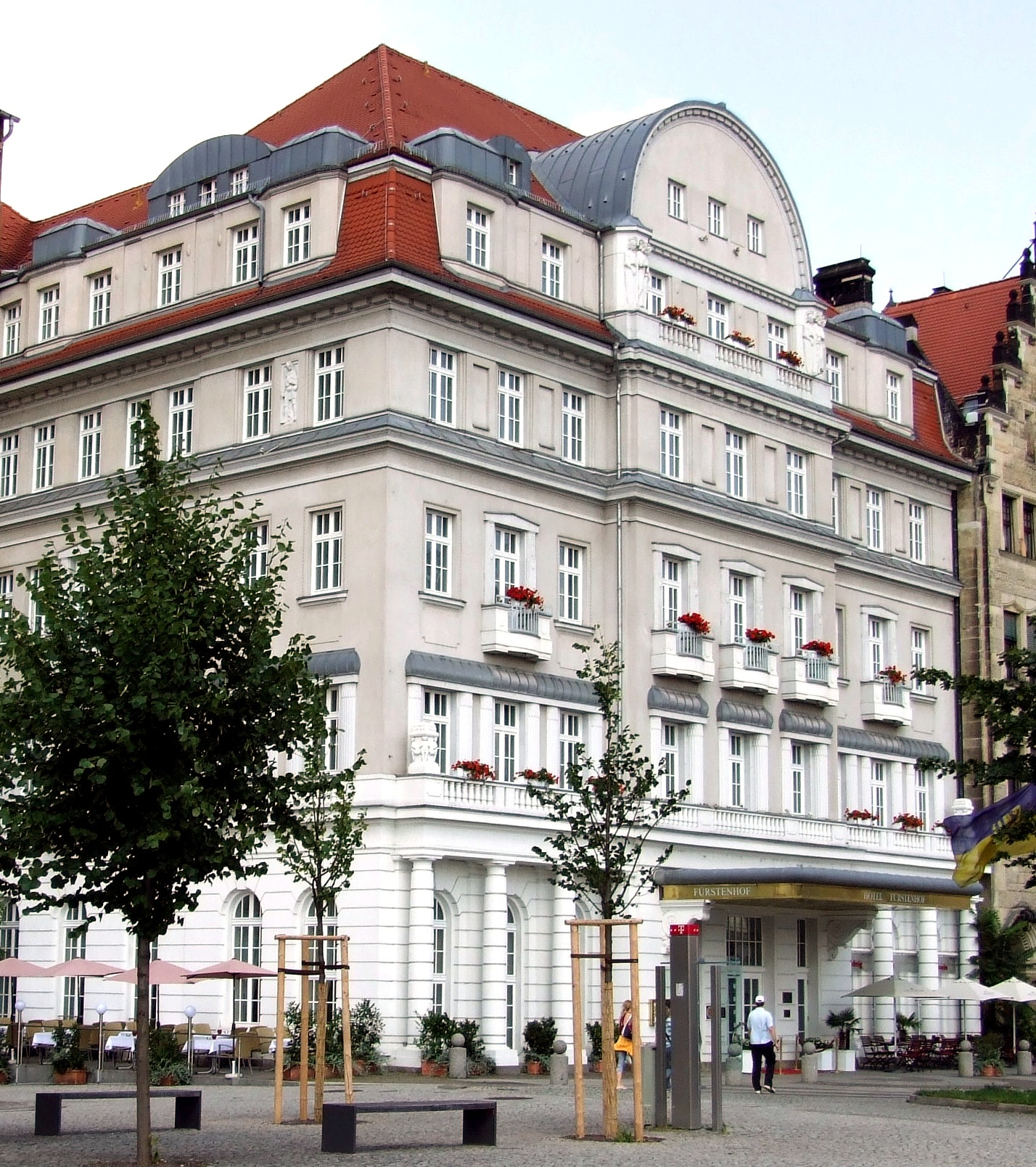
Hotel Fürstenhof (2008)
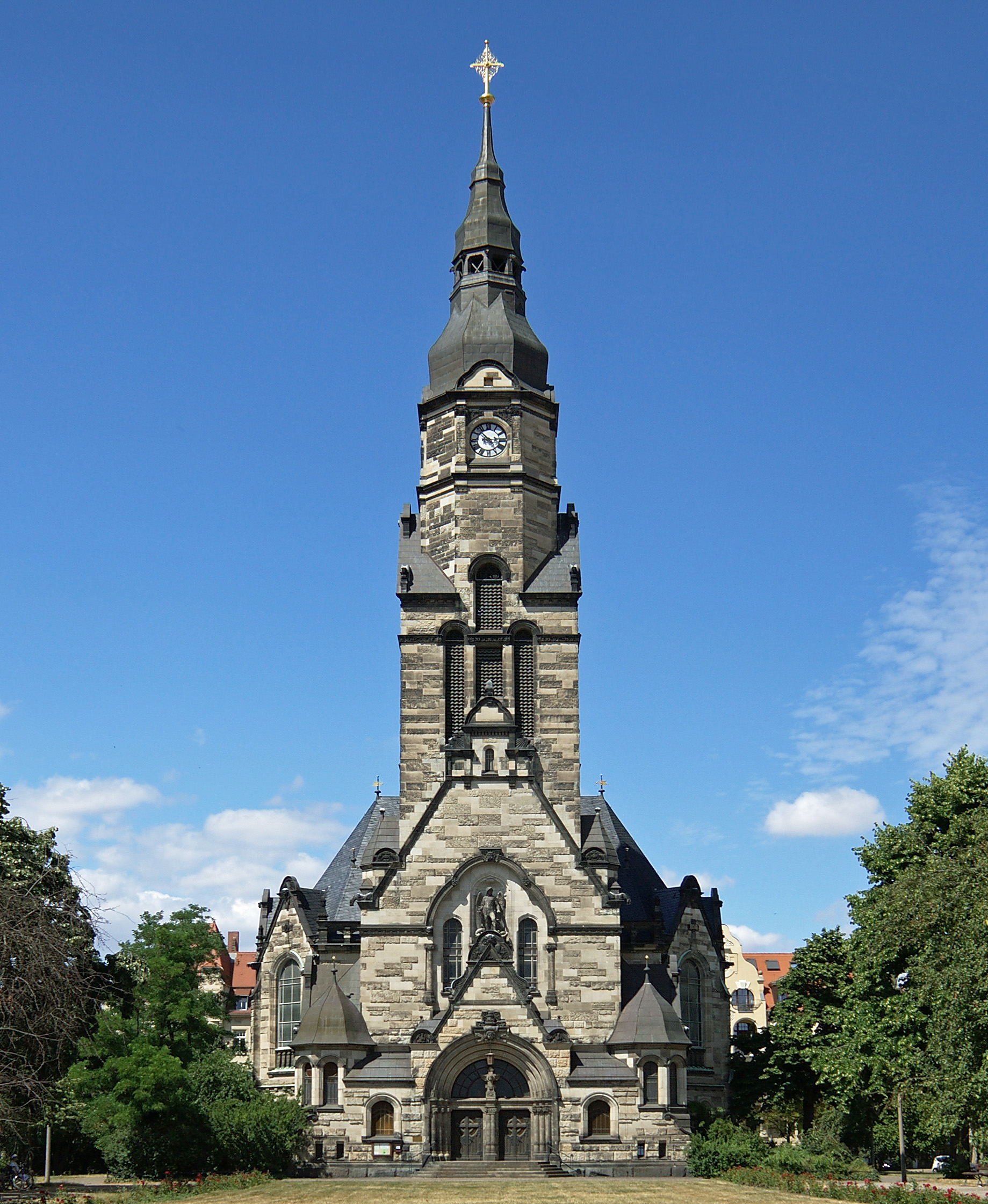
Michaeliskirche (2010)
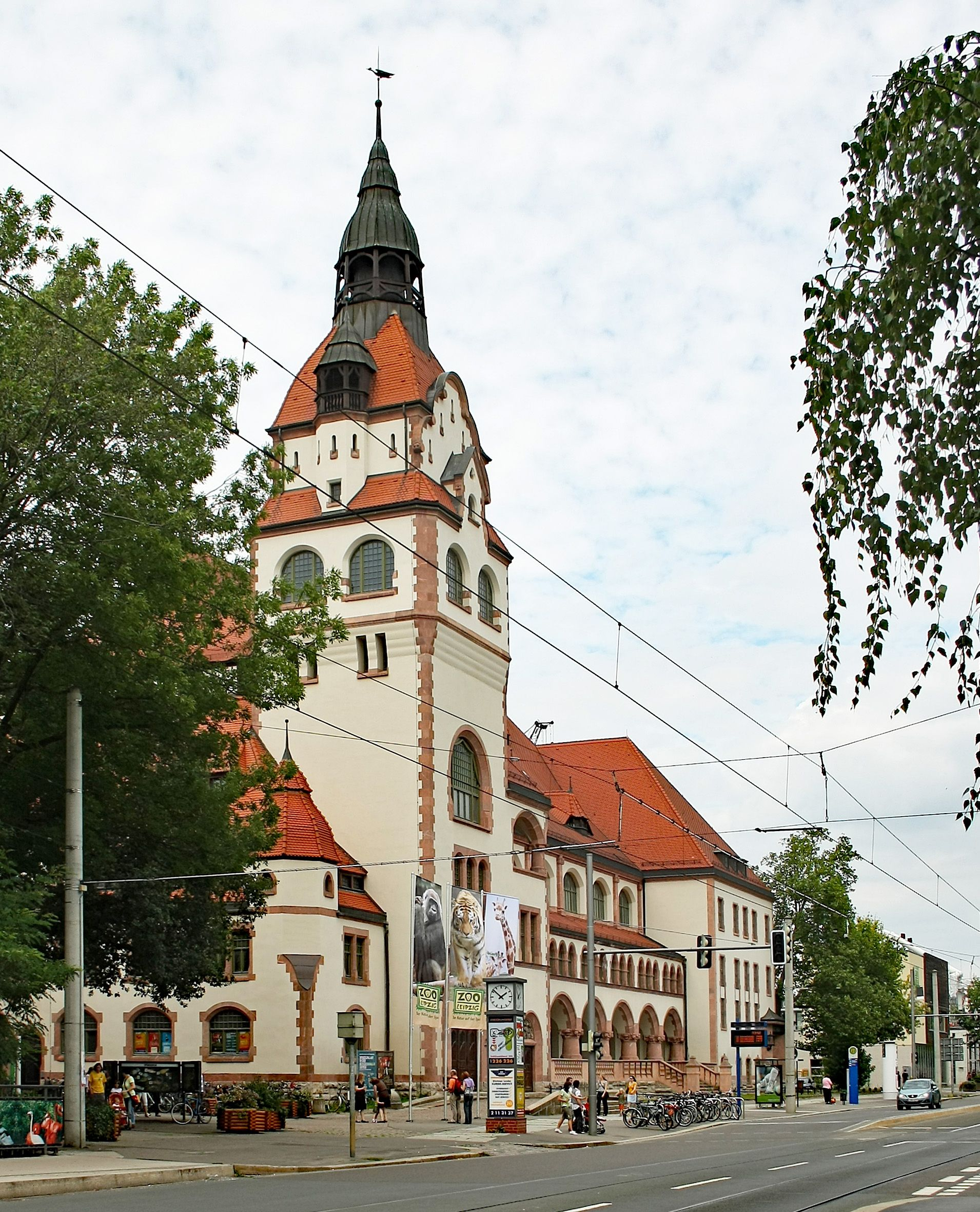
Kongreßhalle (2009)
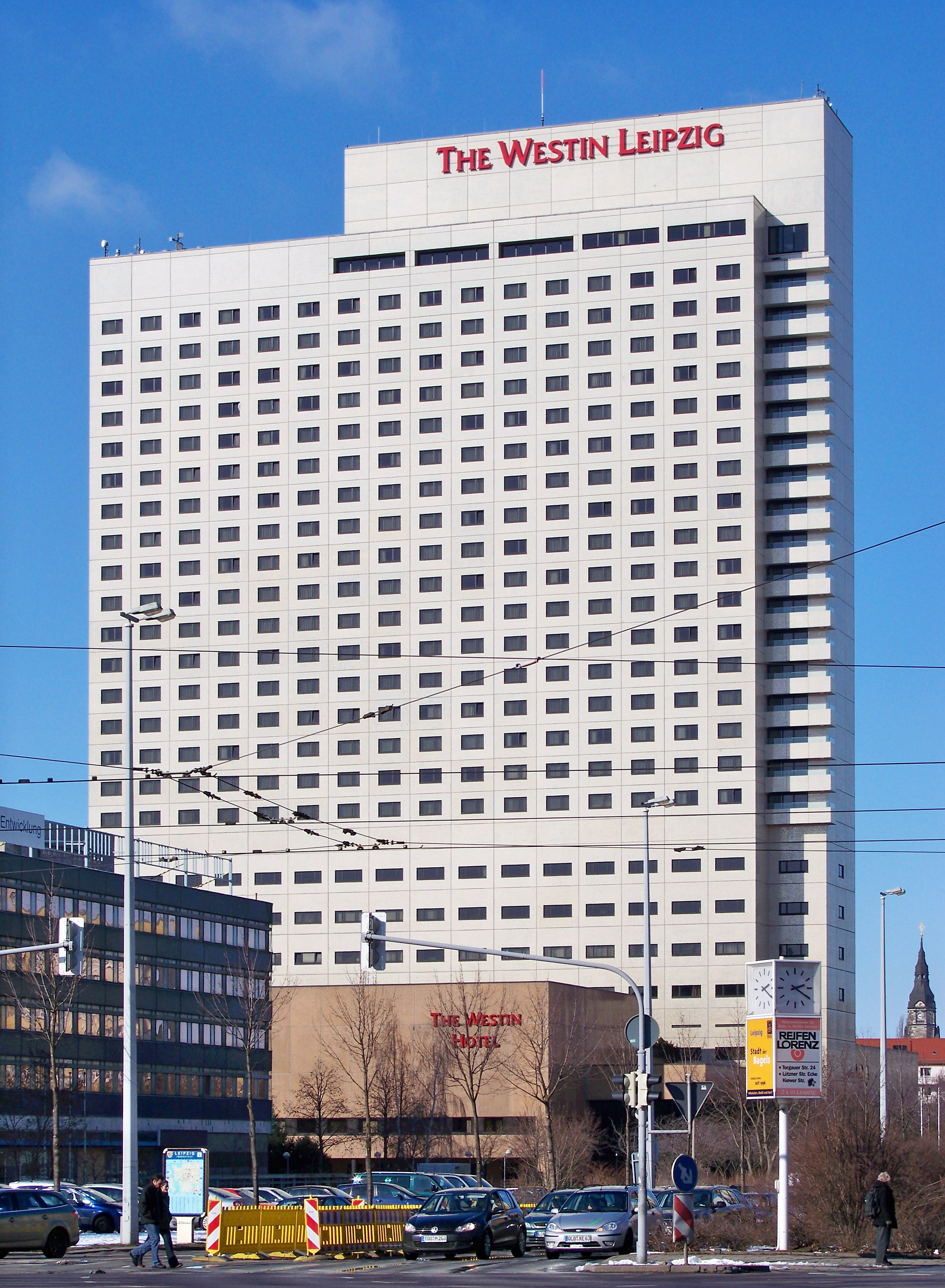
The Westin Leipzig (2010)
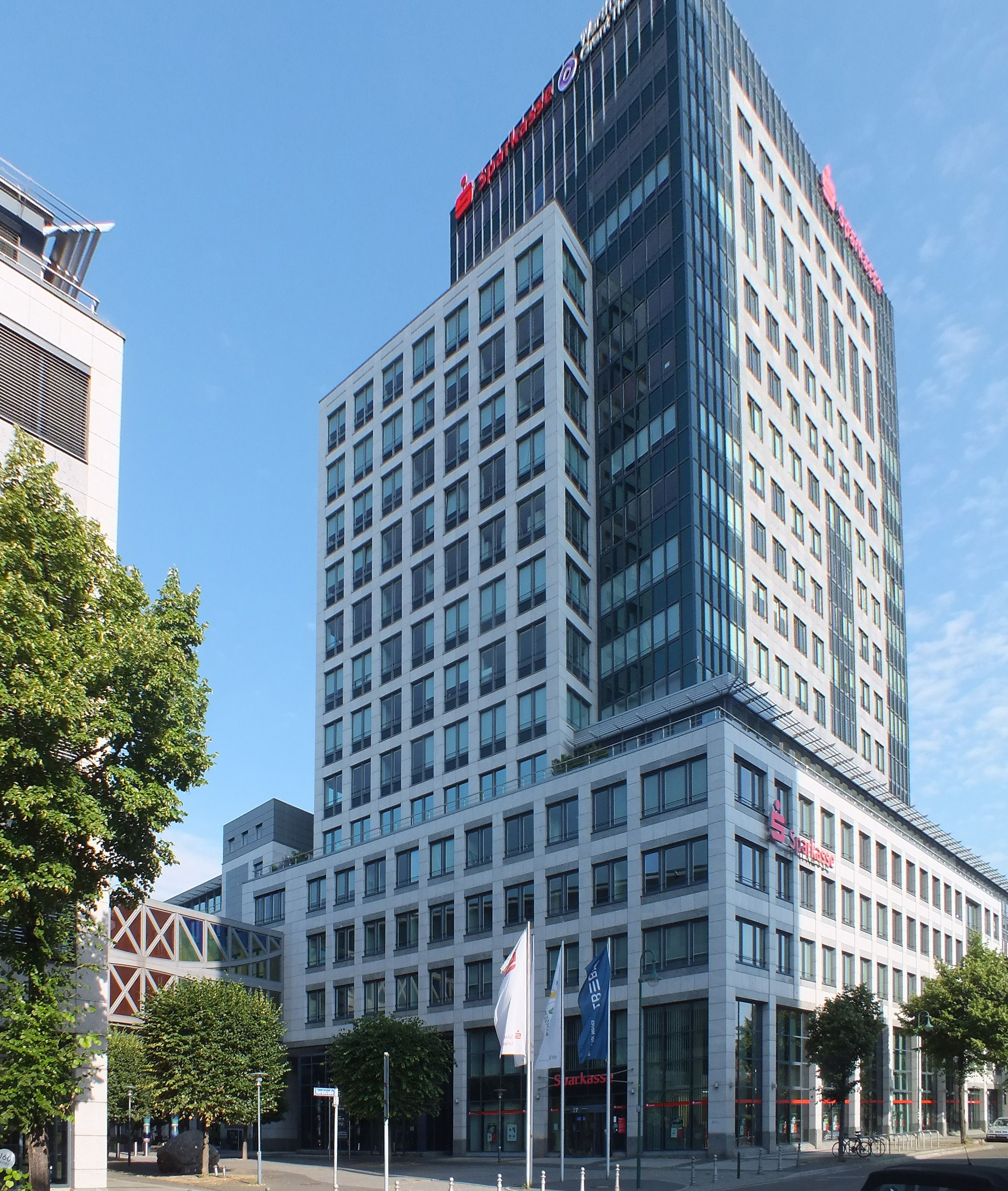
Löhrs Carré (2020)
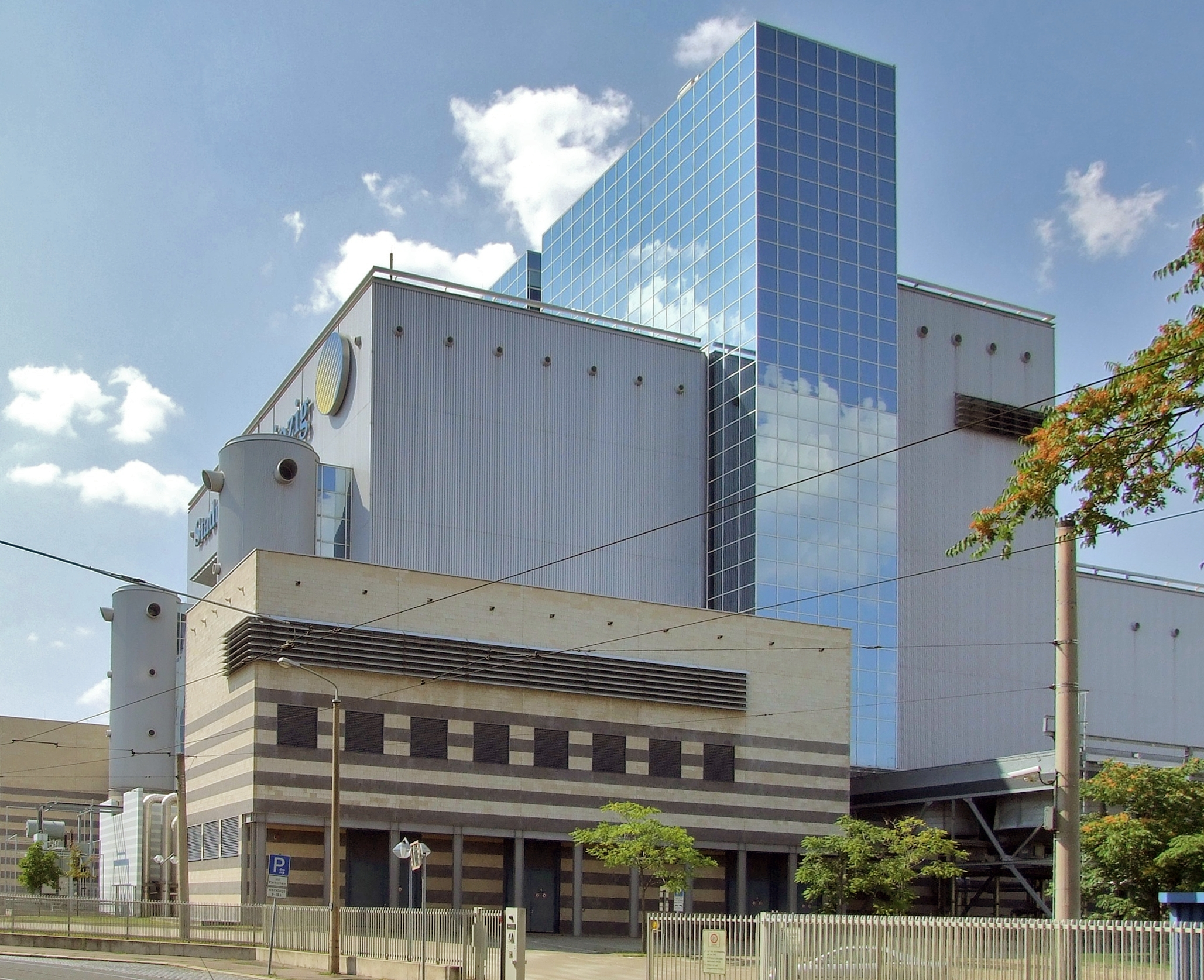
Kraftwerk Nord (2008)
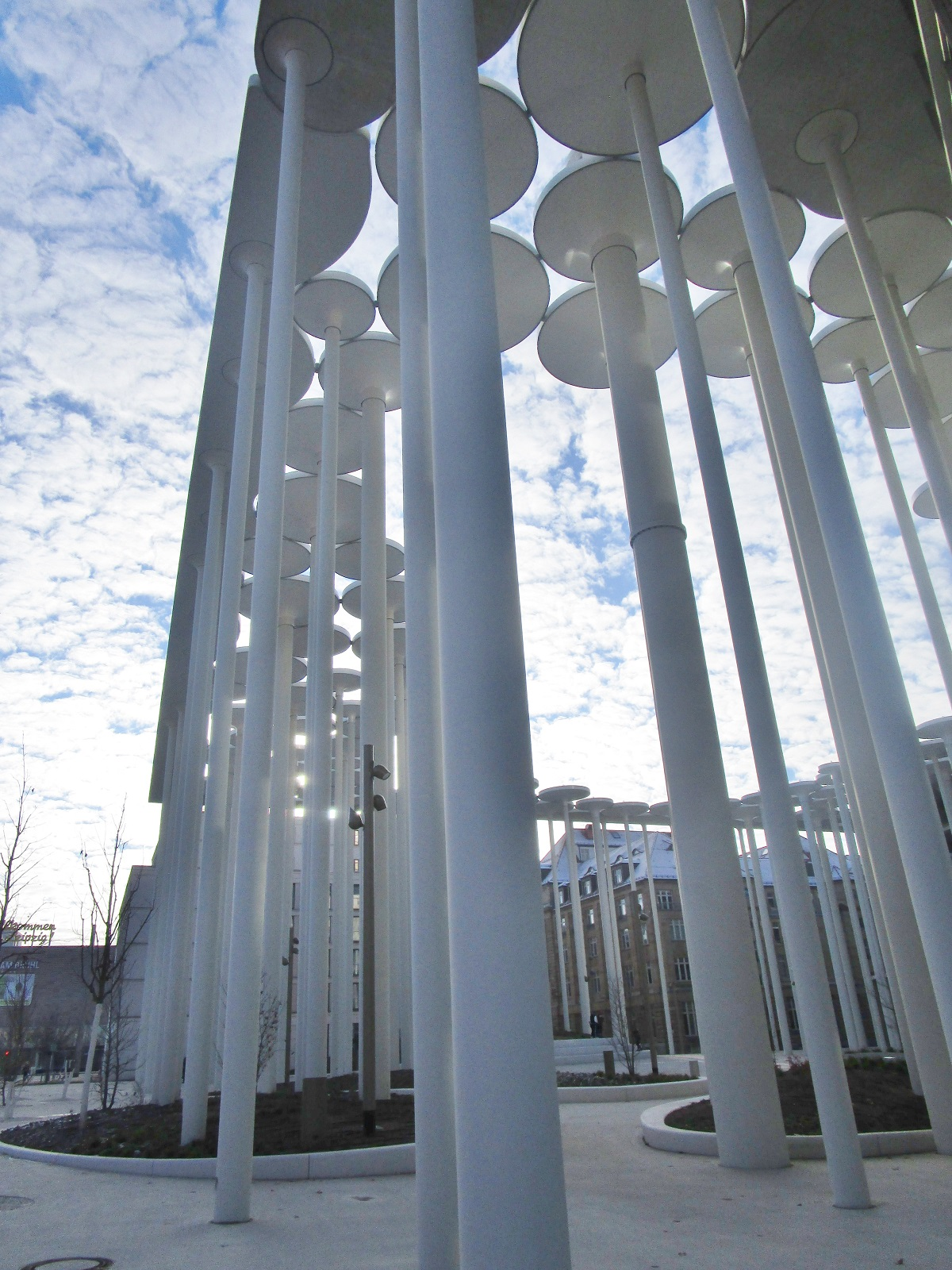
Sächsische Aufbaubank, Säulengarten (2021)

## Neue Stadtquartiere auf ehemaligen Bahnflächen
Während bisher östlich der Eutritzscher/Delitzscher Straße keine Wohnbauten vorhanden waren, verfolgt die Stadt seit Ende der 2010er Jahre mit dem Projekt „Eutritzscher Freiladebahnhof“ auf ehemals brachliegendem Bahngelände ein neues Stadtquartier mit etwa 2000 Wohnungen zu errichten.

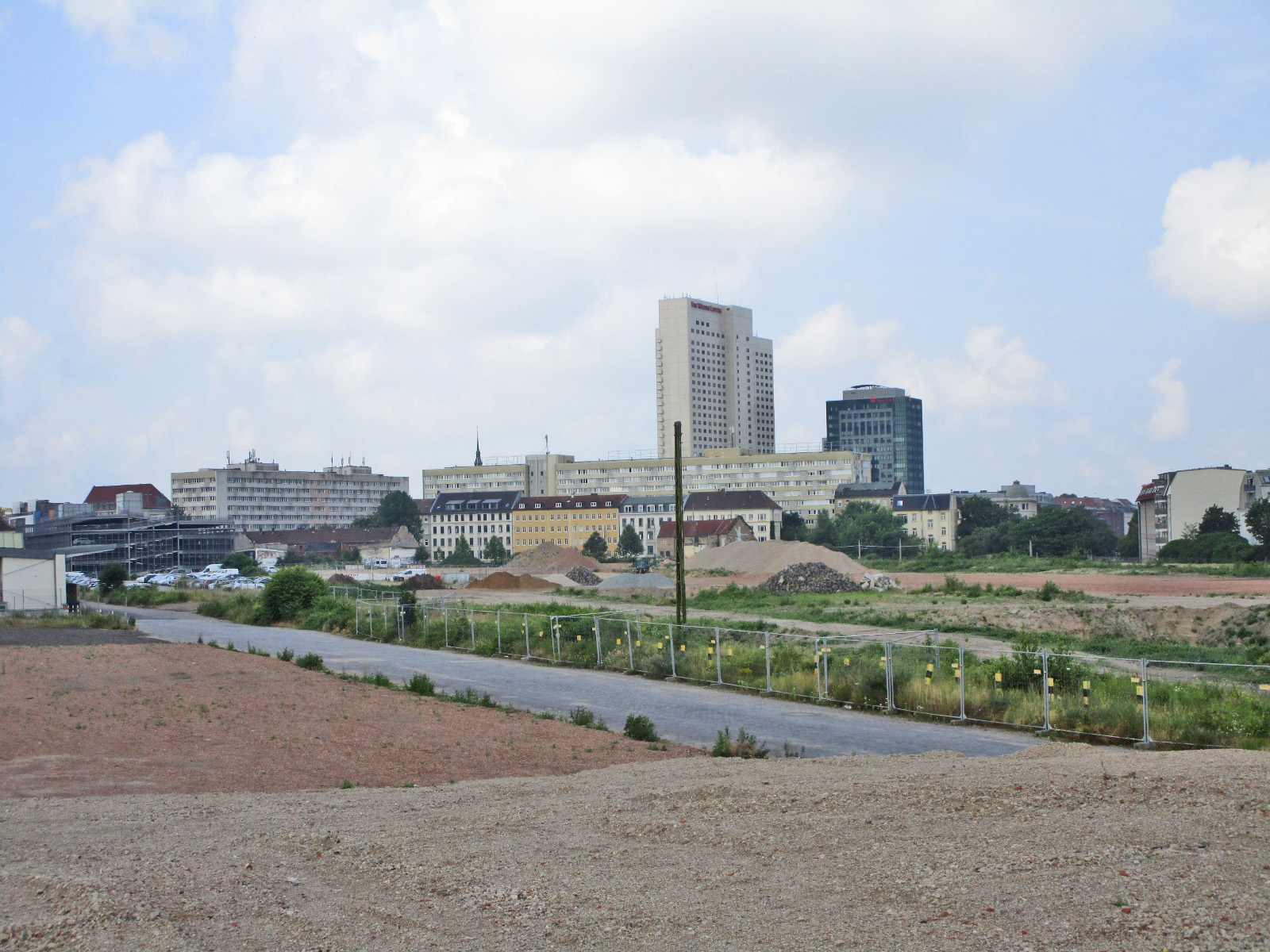
Auf dem Gelände des ehemaligen Thüringer Bahnhofs soll das „Löwitz Quartier“ entstehen (2021)

Ein weiteres neues Stadtquartier unter der Bezeichnung Löwitz Quartier entsteht im Zeitraum von 2021 bis 2026 unmittelbar westlich des Hauptbahnhofs (ehemals Thüringer Bahnhof). Dabei ist Löwitz ein Kunstwort aus Löw von Löwe, der Leipziger Wappenfigur, und  -itz, der typischen Endung Leipziger Stadtteilnamen. Das Gebiet wird durch die Kurt-Schuhmacher-Straße und die Parthe begrenzt. Dafür wurde 2019 der Bebauungsplan „Westlich des Hauptbahnhofes, Teilbereich südlich der Parthe“ (Nr. 323.2) beschlossen. Ein Joint-Venture der Unternehmen Hamburg Team Projektentwicklung, Otto Wulff Bauunternehmung und Haspa Projektentwicklungs- und Beteiligungsgesellschaft realisiert hier einen Stadtteil mit Wohnbebauung, einem fünfzügigen Gymnasium sowie dem Parthepark als öffentlicher Grünfläche.

## Wahlergebnisse
Die Wahlbeteiligung in der Nordvorstadt beziehungsweise dem Ortsteil Zentrum Nord belief sich bei der Bundestagswahl 2021 auf 80,4 % und lag damit 2 Prozentpunkte über der durchschnittlichen Wahlbeteiligung im Wahlkreis. Stärker als im Durchschnitt des Wahlergebnisses des Wahlkreises 153, zu dem die Nordvorstadt gehört, schnitten in der Nordvorstadt vor allem die Grünen und die FDP ab. Im Durchschnitt des Gesamtwahlkreises bewegten sich die SPD und die CDU, während die AfD und vor allem die LINKE schwächer abschnitten.
| Partei        | CDU  | LINKE | AfD  | SPD  | Grüne | FDP  | Sonstige |
| Nordvorstadt  | 13,9 | 11,0  | 9,1  | 20,5 | 23,8  | 13,3 | 8,4      |
| Wahlkreis 153 | 13,1 | 14,7  | 11,2 | 20,9 | 21,3  | 9,7  | 9,1      |

Bei Wahlen zum Sächsischen Landtag gehört die Nordvorstadt zum Wahlkreis Leipzig 5.